# Erich Pawlu
Erich Johann Pawlu (* 24. Februar 1934 in Frankstadt, Tschechoslowakei; † 19. August 2022 in Dillingen) war ein deutscher Autor.

## Leben
Pawlu, der in einer deutschmährischen Familie aufwuchs, absolvierte nach deren Vertreibung 1953 das Abitur am Reuchlin-Gymnasium in Ingolstadt und studierte von 1953 bis 1957 Germanistik, Geschichte und Geographie an der Universität München. Von 1959 bis 1996 war er Lehrer am Johann-Michael-Sailer-Gymnasium Dillingen. An der Politischen Akademie in Tutzing erwarb er zusätzlich die Lehrberechtigung für Sozialkunde. Als Leiter und Referent betreute er Lehrgänge an der Dillinger Akademie für Lehrerfortbildung und Personalführung. Zudem unterrichtete er nebenamtlich Soziologie an der Dillinger Fachakademie für Sozialpädagogik. Pawlu war ab 1976 mit Marlene geb. Kraus verheiratet und hatte zwei Kinder.

## Künstlerisches Schaffen
Pawlu veröffentlichte Satiren, Erzählungen und Kurzgeschichten in Zeitungen und Zeitschriften, u. a. in der Süddeutschen Zeitung, in der Welt, in der Neuen Zürcher Zeitung, in der Frankfurter Rundschau, im Südwestrundfunk, in den IBM-Nachrichten und in Computer-Magazinen. Er war Autor von Hörspielen und Rundfunksketchen sowie Internet-Tutor des Verlages Cornelsen Berlin. Darüber hinaus war er Herausgeber und Co-Autor von Schulbüchern für Gymnasien, Juryvorsitzender für den Kunstpreis Bezirk Schwaben und den Dillinger Literaturwettbewerb sowie Juror von Kunst im Schloss Wertingen.
Die 2024 gegründete   Erich Pawlu-Literaturstiftung Dillingen  erinnert an Erich Pawlu. Sie fördert literarisches Schaffen und die wissenschaftliche Auseinandersetzung mit Literatur.

## Auszeichnungen und Ehrungen
- 1968: Förderungspreis des Arbeits- und Sozialministeriums Nordrhein-Westfalen für das Hörspiel Aber Mariella ist tot
- 1969: Förderungspreis des Ostdeutschen Kulturrates Bonn für Erzählungen
- 1986: Sudetendeutscher Kulturpreis für Literatur
- 1986: Erzählerpreis des Ostdeutschen Kulturrates Bonn
- 1988: Erzählerpreis des Ostdeutschen Kulturrates Bonn
- 1988: Nikolaus-Lenau-Preis der Künstlergilde Esslingen
- 2005: Erzählerpreis der Künstlergilde Esslingen
- 1998: Bürgerbrief der Stadt Dillingen an der Donau
- 2005: Achievement Award von Lions International
- 2005: Verdienstmedaille des Landkreises Dillingen an der Donau
- 2010: Mitglied der Sudetendeutschen Akademie München
- 2011: Bundesverdienstkreuz am Bande[3]
- 2013: Ehrennadel des Verbandes bayerischer Geschichtsvereine
- 2015: Andreas-Gryphius-Preis für das Gesamtwerk[4]

## Werke
- Lehrdichtung, 1978
- Gestörte Spiele oder Das umgedrehte Hitlerbild, Erzählungen, 1981
- Ein kleines bißchen Reife, Erzählungen, 1982
- Die Wunderwelt der Menschenseele, Satiren, 1983
- Wenn der Computer Geschichten macht, Satiren, 1986
- Vom Glück der Denkpausen, Satiren, 1987
- Glück in trüben Zeiten, Satiren, 1988 (Neuaufl. 1994)
- Skurrile Balladen, G. 1989
- Gefühle auf Diskette und andere Computer-Satiren, Satiren, 1991
- Künstler, Kämpfer, Konkubinen, G., 1993
- Die abenteuerliche Hochzeitsreise, Erzählungen, 1996
- (Mitautor) Grundlagen, Stile, Gestalten der deutschen Literatur, 1996
- Fragte ich den Mond, Satiren, 1998 (Illustrationen von Herbert Dlouhy)
- Schattenträume, Satiren, 1999
- Kürbiskopf-Gedankenblitz, Satiren, 2000
- Flaschenhals Satiren, 2002
- Schacheles, Satiren, 2003
- Übers Glück, Satiren, 2005
- Gefüllter Gänsehals, Satiren 2006
- RostRosenSchatten – Salut für Jean Paul, Satiren 2013

### Herausgebertätigkeit
- Literaturkritik, 1980
- Der Landkreis Dillingen in Geschichte und Gegenwart 2005